# Shandong Airlines
Shandong Airlines (chiń. 山东航空; pinyin Shāndōng Hángkōng) – chińskie linie lotnicze z siedzibą w Jinan, w prowincji Shandong. Obsługują głównie połączenia krajowe. Głównym hubem jest Port lotniczy Jinan-Yaoqiang. Zostały założone 12 marca 1994, a rozpoczęły działalność we wrześniu tego samego roku.
Agencja ratingowa Skytrax przyznała liniom trzy gwiazdki.

## Flota
Według stanu na luty 2025 flota Shandong Airlines składała się ze 138 samolotów o średnim wieku 11 lat:
| Samolot          | Samolot | Samolot   | Liczba miejsc | Liczba miejsc | Liczba miejsc | Uwagi              |
| Model            | Aktywne | Zamówione | B             | E             | Łącznie       | Uwagi              |
| ---------------- | ------- | --------- | ------------- | ------------- | ------------- | ------------------ |
| Boeing 737-700   | 3       | -         | -             | 135           | 135           |                    |
| Boeing 737-800   | 120     | -         | 8             | 168           | 176           |                    |
| Boeing 737-800   | 3       | -         |               |               |               | Konfiguracja cargo |
| Boeing 737 MAX 8 | 12      | 1         | 8             | 168           | 176           |                    |
| Łącznie          | 138     | 1         |               |               |               |                    |